# 長野県小諸高等学校
長野県小諸高等学校（ながのけん こもろこうとうがっこう）は、長野県小諸市東雲にある公立高等学校である。
略称は「こもこう」、一部の生徒達の間では「諸高」（もろこう・しょこう）とも。文化祭は「野岸祭」という。

## 沿革
- 1906年4月1日 - 小諸町立小諸商工学校として開校。商業部、女子技芸部を設置。校舎は同年に閉校した小諸義塾の建物を引き継いだ。
- 1911年4月1日 - 北佐久郡に移管し、北佐久郡立小諸商工学校と改称。
- 1919年3月18日 - 小諸町立小諸実科高等女学校が開校。
- 1922年3月18日 - 小諸町立小諸実科高等女学校が小諸町立小諸高等女学校と改称。
- 1926年3月27日 - 小諸高等女学校が長野県に移管し、長野県小諸高等女学校と改称。
- 1948年4月5日 - 学制改革により、長野県小諸高等女学校が長野県小諸高等学校となる。男女共学。
- 1957年4月1日 - 女子校となる。
- 1974年4月1日 - 男女共学再開。
- 1985年10月31日 - 新校舎へ移転。
- 1995年4月1日 - 音楽科を開設。
- 2005年4月1日 - 制服が自由化される。
- 2007年4月18日 - 台湾台南市の國立台南女子高級中學との交流会が開かれる。
- 2015年4月18日 - 創立110周年及び音楽科開設20周年記念式典挙行

## 教育目標
- 民主的な社会の進展に貢献できる全人的な人間の育成を目指す。このため学校生活を通して、心身を鍛え、判断力と情操を養い、個性的で創造性豊かな人間形成に努める。

## 学科
- 普通科：3年4クラス、2年4クラス、1年4クラス（2020年現在）。日々の学習、クラブ活動のほか、友との語らいや野岸祭（文化祭）をはじめとする様々な行事がある。
- 音楽科：各学年1クラス。長野県唯一の音楽科である。音楽棟にはフルコンサートピアノ（スタインウェイD-274）1台、練習室のピアノ26台を含め、グランドピアノが48台配備されている。また60人規模のオーケストラ編成に必要な楽器をすべて網羅して配備。その他、ビデオ・LD等の視聴覚機材、レコーディングのためのプロ用機器も音楽ホール・スタジオ等を中心に付設されている。

## 校章
- 校章 - ウェイバックマシン（2007年9月29日アーカイブ分）

## 校歌・応援歌
- 校歌[1]
  - 作詞は龍野咲人[2]、作曲は合唱曲「月光とピエロ」などで有名な清水脩による。

## 最寄駅
- 東日本旅客鉄道小海線、しなの鉄道線：小諸駅

## 卒業生・出身者
- 内藤重人　- 元読売ジャイアンツトレーニングコーチ
- 碓田拓磨　- 早稲田大学保健体育科目「姿勢と健康」講師[3]
- 池内侑里 - 女子バスケットボール選手
- 浅野実咲 - オーボエ奏者
- 安藤里真 - クラリネット奏者
- 池上奈那 - ヴァイオリニスト
- 池田徹 - 声楽家（テノール）
- 伊藤友香 - ピアニスト
- 今井麻耶 - ピアニスト
- 池田恭子 - パーカッショニスト
- 石井智渉 - チューバ奏者
- 石川大樹 - パーカッショニスト
- 石倉雄太 - ユーフォニアム奏者
- 上原朋子 - オーボエ奏者
- 閏間健太 - トランペット奏者
- 太田涼平 - トロンボーン奏者
- 岡部より子 - ヴァイオリニスト
- 荻原愛梨 - ファゴット奏者
- 川又慶子 - ヴァイオリニスト
- 川原田奈美 - ピアニスト
- 北原めぐみ - ヴァイオリニスト
- 栗生みな - 女優、歌手
- 腰原菜央 - ピアニスト
- 小林香奈 - 声楽家（ソプラノ）
- 小林純菜 - サクソフォーン奏者
- 小巻風香 - 声楽家（アルト）
- 小山弦太郎 - サクソフォーン奏者
- 坂原美菜 - ピアニスト
- 笹平幸那 - オーボエ奏者
- 佐藤瑞穂 - ピアニスト
- 塩入幸恵 - サクソフォーン奏者
- 塩原祐馬 - チューバ奏者
- 白澤春菜 - ファゴット奏者
- 征矢紘子 - トランペット奏者
- 髙橋いつみ - フルート奏者
- 棚田里緒 - トランペット奏者
- 月岡穂南 - サクソフォーン奏者
- 土屋寛子 - クラリネット奏者
- 傳田実咲 - 声楽家（ソプラノ）
- 鳥羽そよか - フルート奏者
- 外山賀野 - チェロ奏者
- 中村音舞 - フルート奏者
- 中山友希 - ヴァイオリニスト
- 那須野太郎 - トランペット奏者
- 羽生田聖子 - フルート奏者
- 早川千尋 - パーカッショニスト
- 藤澤涼架 - キーボーディスト、Mrs. GREEN APPLEのメンバー（在学時はフルート専攻）
- 古川美歩 - トランペット奏者
- 古越恵美 - ホルン奏者
- 前島眞奈美 - 声楽家[4]
- 町田莉佳 - ピアニスト
- 松澤悠 - 声楽家（ソプラノ）
- 松谷明日香 - チェロ奏者
- 水嵜真衣 - ピアニスト
- 水澤未来 - ピアニスト
- 水澤梨沙 - ピアニスト
- 三井清夏 - 声楽家（ソプラノ）
- 南澤佳代子 - ピアニスト
- 三村大生 - チューバ奏者
- 宮澤奈々 - トランペット奏者
- 宮島優哉 - ユーフォニアム奏者
- 武藤向日葵 - トランペット奏者
- 村田礼奈 - サクソフォーン奏者
- 森澤潤美 - フルート奏者
- 八倉巻杏菜 - フルート奏者
- 柳沢実花 - オーボエ奏者
- 矢野彩子 - フルート奏者
- 山浦知実 - フルート奏者
- 山越のどか - ファゴット奏者
- 山﨑巴瑠歌 - フルート奏者
- 山﨑稜雅 - クラリネット奏者
- 山下莉奈 - トランペット奏者
- 山本直哉 - サクソフォーン奏者
- 横内日菜子 - 作編曲家
- 吉岡奏絵 - クラリネット奏者
- 吉田飛鳥 - ヴィオラ奏者
- 蓬田奈津美 - トランペット奏者
- 和光憂人 - ヴァイオリニスト
- 渡辺香花 - ピアニスト
- 渡邉美優 - トランペット奏者
- 掛川将 - 実業家